# Un tranvía llamado Deseo (película de 1951)
Un tranvía llamado Deseo (en inglés: A Streetcar Named Desire) es una película dramática estadounidense de 1951, basada en la obra de teatro homónima de Tennessee Williams. Está dirigida por Elia Kazan y protagonizada por Vivien Leigh y Marlon Brando.
Tennessee Williams colaboró con Oscar Saul y Elia Kazan en el guion. Kazan, quien dirigió la producción teatral de Broadway, también dirigió la película en blanco y negro. Brando, Hunter y Malden repitieron sus papeles originales de Broadway. Aunque Jessica Tandy interpretó el papel de Blanche DuBois en Broadway, Vivien Leigh, que había aparecido en la producción teatral de Londres, fue elegida para la adaptación cinematográfica por su poder de estrella.
La película recaudó aproximadamente 4.250.000 dólares en las taquillas de Estados Unidos y Canadá en 1951, lo que la convirtió en el quinto mayor éxito del año. Obtuvo doce candidaturas a los premios Óscar (entre ellas las de mejor película y mejor director) y ganó cuatro de ellos: mejor actriz (Vivien Leigh), mejor actor de reparto (Karl Malden), mejor actriz de reparto (Kim Hunter) y mejor dirección artística en blanco y negro. El filme ofrece además una de las mejores actuaciones de Marlon Brando.
En 1999, la película fue considerada «cultural, histórica y estéticamente significativa» por la Biblioteca del Congreso de Estados Unidos y seleccionada para su preservación en el National Film Registry.

## Argumento
Blanche, una mujer madura y anclada en el pasado, visita a su hermana Stella y a su marido Stanley, un joven rústico, machista y violento, que vive en Nueva Orleans y tiene ascendencia polaca. Blanche decide quedarse durante un período indefinido a vivir con su hermana. En este momento Blanche le cuenta sobre la pérdida de la propiedad ancestral de la familia llamada Belle Reve. Esto levanta sospechas en el marido de Stella, quien decide investigar más acerca del escabroso pasado de Blanche. Esto creará conflictos en la joven pareja, especialmente entre Blanche y su cuñado Stanley y ella poco a poco dejará mostrar su estado mental y físico nada saludable.

## Reparto
- Vivien Leigh — Blanche DuBois.
- Marlon Brando — Stanley Kowalski.
- Kim Hunter — Stella Kowalski.

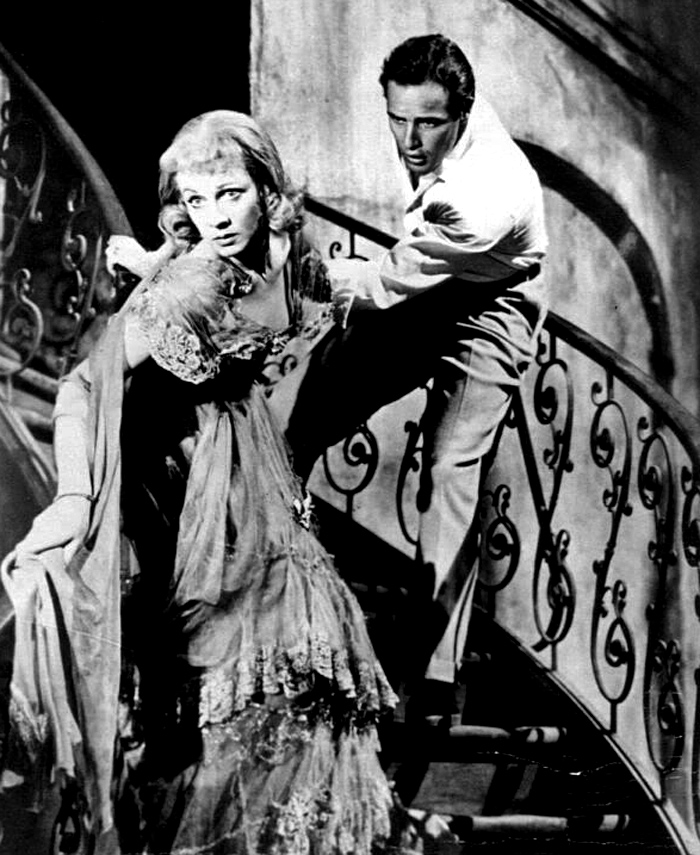
Los actores Vivien Leigh y Marlon Brando en una escena de la película.

- Karl Malden — Harold «Mitch» Mitchell.
- Peg Hillias — Eunice Hubbel.
- Rudy Bond — Steve Hubbel.
- Nick Dennis — Pablo Gonzales.
- Mickey Kuhn — un marinero.
- Wright King — cobrador de periódicos.
- Richard Garrick — un doctor.
- Edna Thomas — la vendedora de flores.

## Producción
Un tranvía llamado deseo fue una adaptación directa de la exitosa producción de Broadway de 1947 de la obra, que ganó el premio del Círculo de Críticos de Drama de Nueva York a la mejor obra y el Premio Pulitzer de drama. Gran parte del elenco y el equipo provienen de la producción teatral, incluido el director Elia Kazan y los actores Marlon Brando, Kim Hunter, Karl Malden, Rudy Bond, Nick Dennis, Peg Hillias, Ann Dere, Edna Thomas y Richard Garrick. Kazan pretendía que Jessica Tandy, quien ganó un Premio Tony por su interpretación de Blanche, también repitiera su papel en la película, pero el productor Charles K. Feldman insistió en elegir a una actriz con mayor atractivo de taquilla. El papel fue ofrecido tanto a Bette Davis como a Olivia de Havilland, quienes lo rechazaron. Vivien Leigh, que ya había interpretado a Blanche en la producción londinense de Streetcar (dirigida por su entonces marido Laurence Olivier), finalmente fue elegida. En la autobiografía de Brando, elogió a Tandy pero sintió que Vivien Leigh terminó siendo la Blanche definitiva. "Ella era Blanche".
Aparte de las escenas de apertura y cierre, que se rodaron en Nueva Orleans, Un tranvía llamado deseo se filmó íntegramente en estudios de sonido de los estudios Warner Bros. en Burbank, California. El decorado del apartamento de Kowalski fue diseñado para parecer gradualmente más pequeño a lo largo de la película, para reflejar la sensación de claustrofobia de los personajes.
Para la escena inicial, se eligió el número 922 para que fuera el tranvía que dejara a Blanche. Este tranvía todavía está en servicio rentable en la línea de tranvía St. Charles.
El apuesto Marlon Brando suele aparecer solo en ceñida camiseta interior o sin la camiseta, en una de las primeras apariciones en una película de Hollywood de un varón así vestido.

## Censura

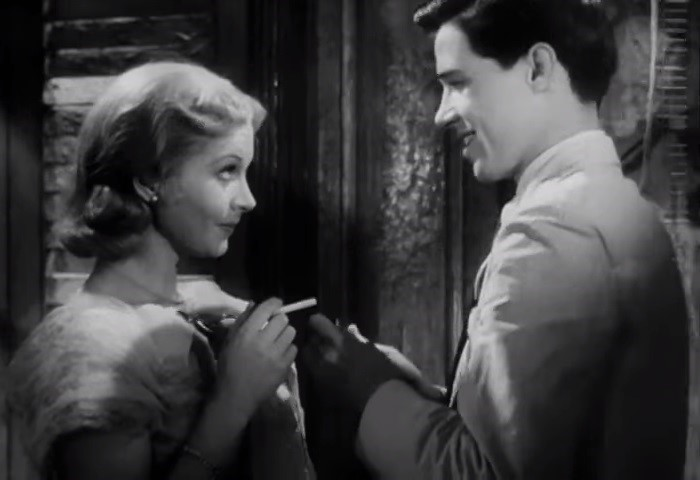
Vivien Leigh y Wright King en una escena de la película.

Se rodaron varias escenas, pero se cortaron una vez finalizado el rodaje, para ajustarse al Código Hays y, posteriormente, para evitar la condena de la Legión Nacional de la Decencia. En 1993, después de que Warner Bros. descubriera las imágenes censuradas durante un inventario de archivos de rutina, varios minutos de las escenas censuradas fueron restaurados en una reedición en video de la 'versión original del director'.

## Premios y nominaciones
Premios Óscar de 1951
| Categoría                                   | Receptor(es)                 | Resultado |
| ------------------------------------------- | ---------------------------- | --------- |
| Mejor película                              |                              | Candidata |
| Mejor director                              | Elia Kazan                   | Candidato |
| Mejor actriz                                | Vivien Leigh                 | Ganadora  |
| Mejor actor                                 | Marlon Brando                | Candidato |
| Mejor guion adaptado                        | Tennessee Williams           | Candidato |
| Mejor actriz de reparto                     | Kim Hunter                   | Ganadora  |
| Mejor actor de reparto                      | Karl Malden                  | Ganador   |
| Mejor diseño de producción                  | Richard Day y George Hopkins | Ganadores |
| Mejor fotografía en blanco y negro          | Harry Stradling              | Candidato |
| Mejor diseño de vestuario en blanco y negro | Lucinda Ballard              | Candidata |
| Mejor música original                       | Alex North                   | Candidato |
| Mejor sonido                                | Nathan Levinson              | Candidato |

1.ª edición de los Premios San Jorge
| Categoría    | Receptor(es)                    | Resultado |
| ------------ | ------------------------------- | --------- |
| Mejor actriz | Vivien Leigh                    | Ganadora  |
| Mejor guion  | Tennessee Williams y Oscar Saul | Ganadores |

Festival de Cine de Venecia
| Categoría                    | Receptor(es) | Resultado |
| ---------------------------- | ------------ | --------- |
| Mejor Película               | Elia Kazan   | Nominado  |
| Premio del Jurado            | Elia Kazan   | Ganador   |
| Copa Volpi a la Mejor Actriz | Vivien Leigh | Ganadora  |

Premios Globos de Oro
| Categoría               | Receptor(es)             | Resultado |
| ----------------------- | ------------------------ | --------- |
| Mejor Película - Drama  | Un tranvía llamado deseo | Nominada  |
| Mejor Actriz - Drama    | Vivien Leigh             | Nominada  |
| Mejor Actriz de Reparto | Kim Hunter               | Ganadora  |

Círculo de Críticos de Cine de Nueva York
| Categoría      | Receptor(es)             | Resultado |
| -------------- | ------------------------ | --------- |
| Mejor Película | Un tranvía llamado deseo | Ganadora  |
| Mejor Director | Elia Kazan               | Ganador   |
| Mejor Actor    | Marlon Brando            | Nominado  |
| Mejor Actriz   | Vivien Leigh             | Ganadora  |

## Diferencias con el material original
- La obra se desarrolló íntegramente en el apartamento de Kowalski, pero el alcance visual de la historia se amplía en la película, que muestra lugares mencionados sólo brevemente o inexistentes en la producción escénica, como la estación de tren, las calles del Barrio Francés, la bolera callejón, el muelle de un casino de baile y la fábrica de máquinas.
- El diálogo presentado en la obra se abrevia o se corta por completo en varias escenas de la película, incluido, por ejemplo, cuando Blanche intenta convencer a Stella de que deje a Stanley y cuando Mitch confronta a Blanche sobre su pasado.
- El nombre de la ciudad de donde era Blanche se cambió de la ciudad real de Laurel, Misisipi , a la ficticia "Auriol, Misisipi".
- Los temas de la obra fueron controvertidos, lo que provocó que se modificara el guion para cumplir con el Código de Producción de Hollywood. En la obra original, el marido de Blanche se suicidó después de que se descubriera que tenía una aventura homosexual. Esta referencia fue eliminada de la película; Blanche dice en cambio que mostró desprecio por la naturaleza sensible de su marido, lo que lo llevó al suicidio. Sin embargo, hace una vaga referencia a "su salida del armario", implicando homosexualidad sin declararlo explícitamente.
- La escena en la que Stanley viola a Blanche se interrumpe en la película y termina dramáticamente con Blanche rompiendo el espejo con la botella rota en un intento fallido de autodefensa.
- Al final de la obra, Stella, angustiada por el destino de Blanche, permite en silencio que Stanley la consuele. En la película, esto cambia y Stella culpa a Stanley por el destino de Blanche y decide dejarlo.
- La fotografía cercana y ajustada alteró las cualidades dramáticas de la obra, por ejemplo en las largas escenas de conflicto cada vez mayor entre Stanley y Blanche, o cuando Mitch ilumina a Blanche para ver cuántos años tiene, o cuando la cámara se posa sobre Blanche, derrumbada en el suelo, con la cabeza en la parte inferior de la pantalla, como si estuviera al revés.
- En la película, se muestra a Blanche viajando en el tranvía que solo se menciona en la obra. Sin embargo, cuando la película estaba en producción, la línea de tranvía Desire (deseo) se había convertido en un servicio de autobús y el equipo de producción tuvo que obtener permiso de las autoridades para alquilar un tranvía con el nombre "Desire".[9]